# Kostrzewa różnolistna
 Kostrzewa różnolistna  (Festuca heterophylla Lam.) – gatunek rośliny z rodziny wiechlinowatych. Jest jedną z wielu podobnych do siebie kostrzew, jednak wyróżnia się od innych dymorfizmem liści. Jest rośliną pastewną i gazonową. 

## Zasięg występowania
Występuje w południowej i środkowej Europie oraz południowo-zachodniej Azji (Kaukaz i Azja Mniejsza). Jako gatunek introdukowany rośnie na Półwyspie Skandynawskim, Japonii i wschodniej Ameryce Północnej. W Polsce jest gatunkiem spotykanym na rozproszonych stanowiskach w zachodniej i środkowej części kraju, dość liczne, ale w wielu wypadkach niepewne stanowiska ma także w południowo-wschodniej części kraju. 

## Morfologia

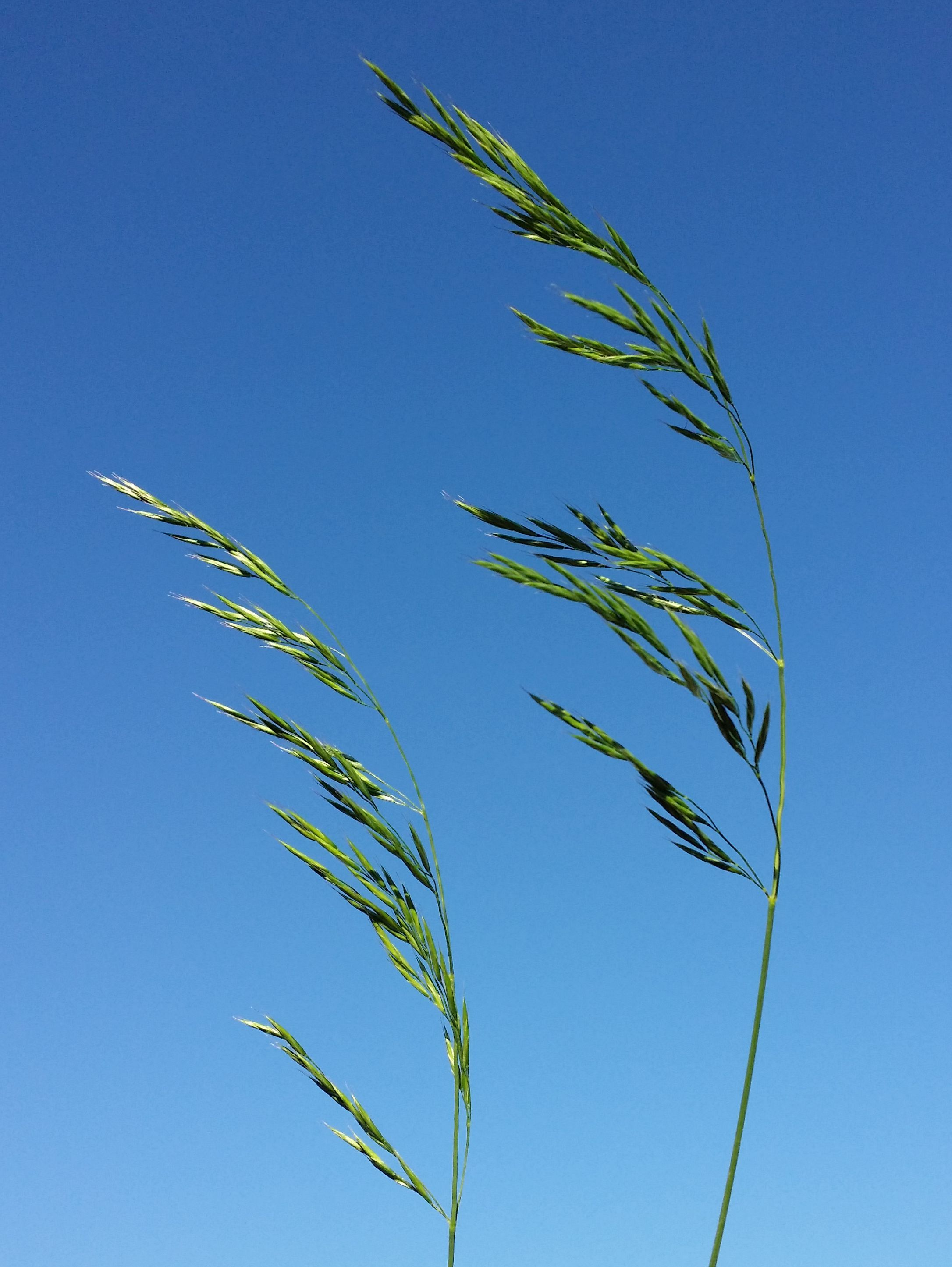
Kwiatostany

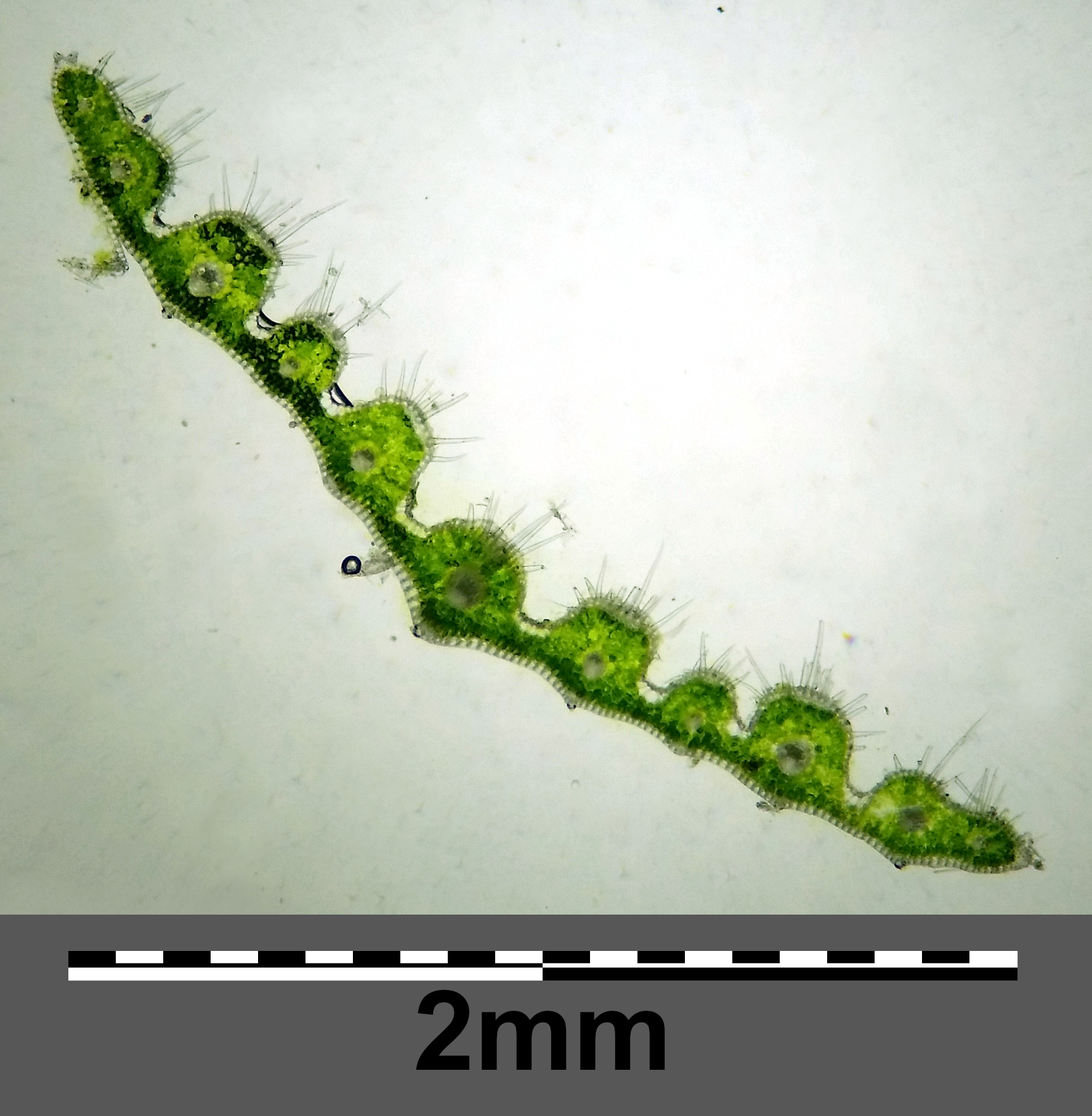
Przekrój blaszki liścia łodygowego

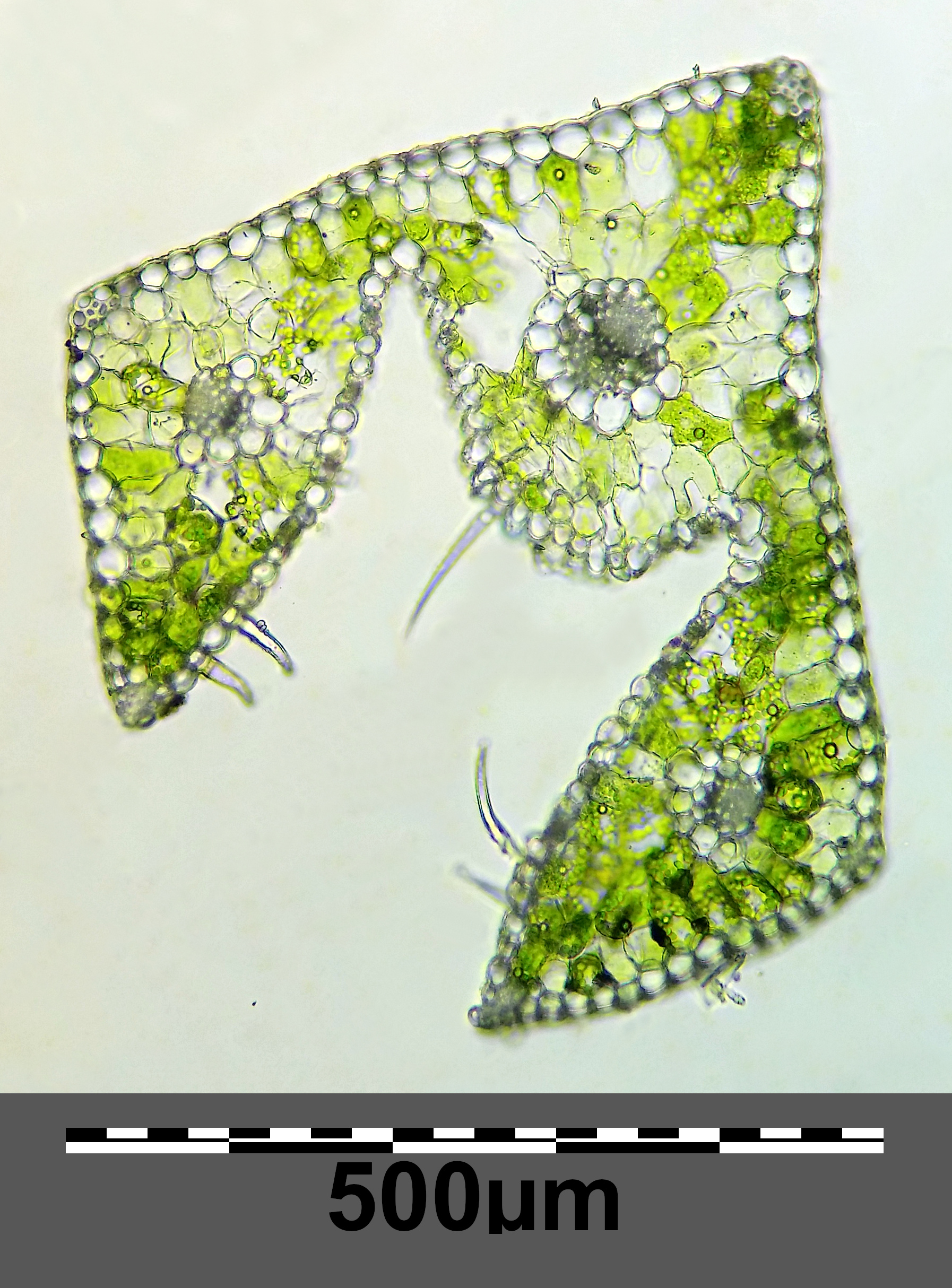
Przekrój blaszki liścia odziomkowego

PokrójWieloletnia, niska, gęstokępkowa trawa.
ŁodygaZ kęp wyrasta od dwóch do czterech cienkich i słabych źdźbeł łukowato podnoszących się o wysokości od 0,6 do 1,2 m, słabo ulistnionych. U podstawy otoczone są liśćmi, które wyrastają z pąków w osłonie starych liści. Źdźbła wyrastają z pochew liściowych podobnie jak w przypadku kostrzewie owczej, lecz jest ich znacznie więcej.
LiścieDwojakiego kształtu. Na pędach płonnych bardzo wąskie, nitkowate, szczeciniaste o trójnerwowych blaszkach liściowych. Na pędach generatywnych liście mają blaszki płaskie, z żyłkami w liczbie od 7 do 11. Liście łodygowe są początkowo złożone, szorstkie i podobnie do liści odziomkowych, dopiero po pewnym czasie rozpościerają się.
KwiatyZebrane w kłoski tworzące na górze łodygi słabo rozgałęzioną wiechę o cienkich gałązkach, która w okresie kwitnienia staje się rozpierzchła, po przekwitnięciu znów ścieśnia się. Kwiaty są większe od kwiatów kostrzewy owczej.
NasionaPodobne do nasion kostrzewy czerwonej, zwykle nieco większe.

## Biologia i ekologia
Bylina, autotrof, hemikryptofit, (pączki zimujące znajdują się na poziomie ziemi). Kwitnie w okresie od maja do lipca. Trawa odporna na niesprzyjające warunki rośnie w miejscach zacienionych i wilgotnych, dobrze znosi mrozy i suszę pod warunkiem, że gleba nie jest zbyt słaba i piaszczysta. Siedlisko: Rośnie w lasach dębowo-grabowych i na ich obrzeżach, na glebach słabszych piaszczystych, zasobniejszych, wilgotnych, obojętnych lub nisko zasadowych. Preferuje stanowiska słoneczne, umiarkowanie zacienione, umiarkowanie chłodne warunki klimatyczne zwłaszcza w miejscach zacienionych i wilgotnych.

## Zmienność
Tworzy mieszańce z k. czerwoną, kostrzewą łąkową, k. owczą, k. olbrzymią, k. trzcinowatą.

## Nazewnictwo
Nazwa gatunkowa nadana jest ze względu na różnicę między liśćmi łodygowymi a pozostałymi. 

## Zastosowanie
- W ogrodnictwie wykorzystywana jest na jednogatunkowe trawniki dekoracyjne i ekstensywne, rzadziej koszone i nawożone. Najczęściej stosowana jest w mieszankach trawnikowych składających się z różnych odmian tego gatunku. Odpowiednio pielęgnowana i niezbyt często koszona tworzy atrakcyjną darń. Wolno odrasta po koszeniu.
- W rolnictwie wykorzystywana jest jako trawa pastewna. Trawa największy plon daje w drugim roku po siewie i dobrze się rozwija, a kępki tworzą poduszki o kilkucentymetrowej średnicy.

## Zagrożenia i ochrona
Gatunek umieszczony na polskiej czerwonej liście w kategorii NT (bliski zagrożenia).